# Antoon van den Heuvel (kunstschilder)

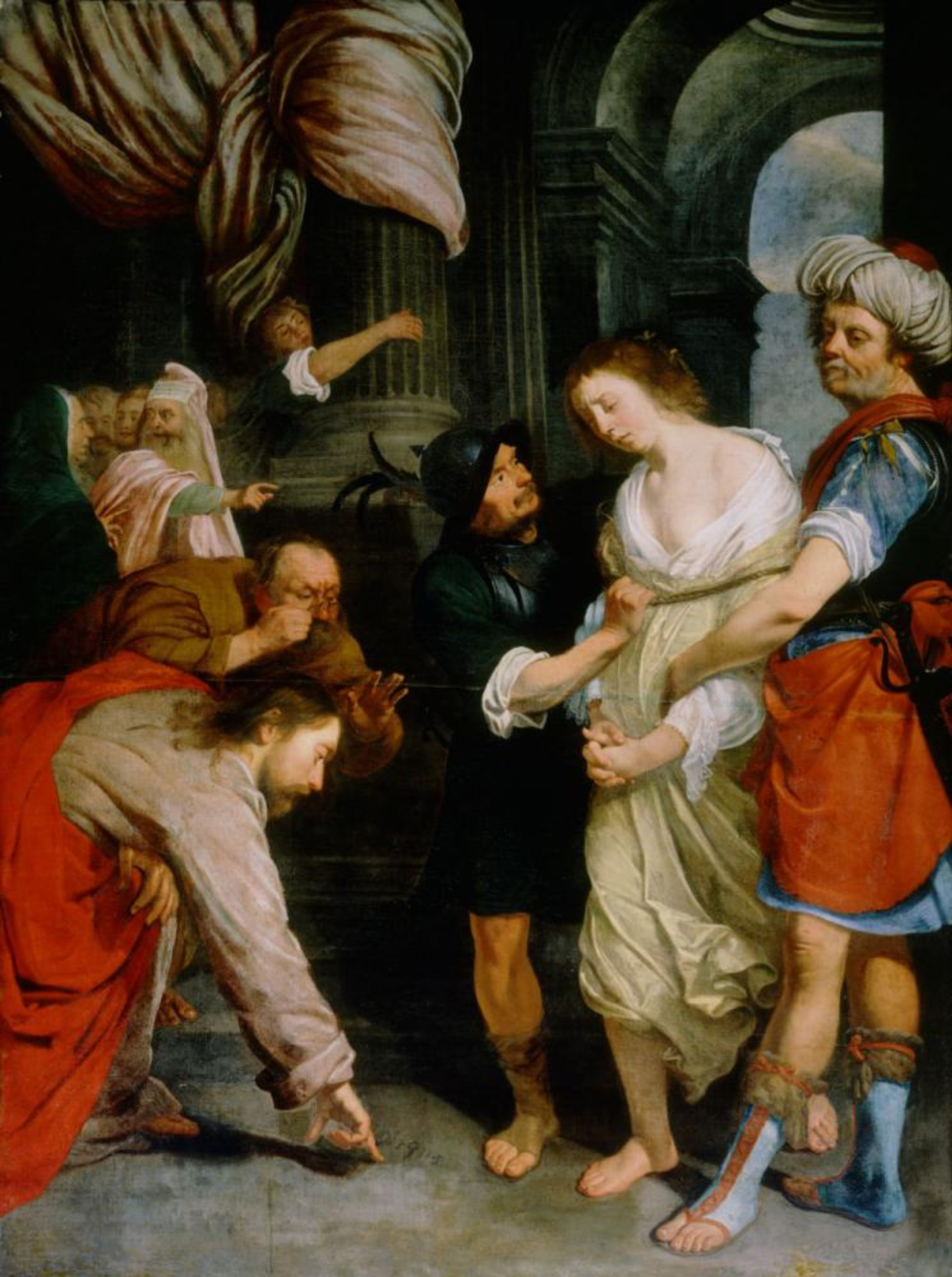
Antoon van den Heuvel, Christus en de overspelige vrouw

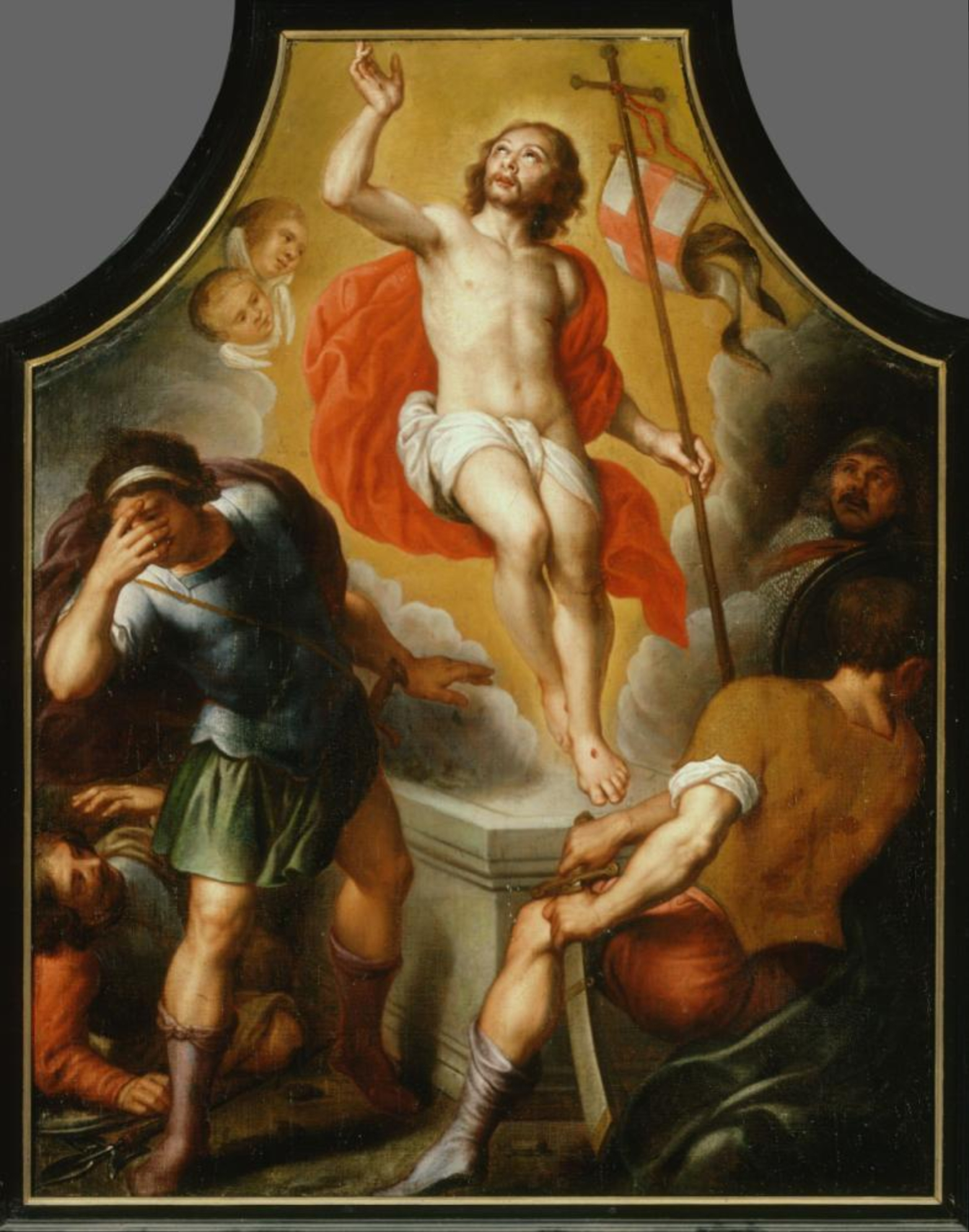
Antoon van den Heuvel, De opstanding van Christus

Antoon van den Heuvel (Gent, rond 1600 – Gent, 5 augustus 1677) was een Vlaams kunstschilder.
Hij ontving veel bestellingen uit het Gentse.

## Biografie
In 1628, toen hij meester werd in de schildersgilde van Gent, verklaarde hij dat hij de 10 jaar daarvoor in Antwerpen en Rome vertoefde. Hij bleef vanaf toen in Gent, en schilderde altaarstukken in Gent en omstreken. 
Het kost moeite om zijn stijl accuraat te definiëren. Hij wordt foutief beschouwd als een lid van de internationale Caravaggisti.
Zijn vroeger werk liet een voorkeur zien voor contrasterende kleuren en sterke belichting, met een aantal transitie tonen. Maar vergeleken met zijn tijdgenoot Jan Janssens, die wel correct beschouwd wordt als lid van de Caravaggisti, schilderde Antoon van den Heuvel zelden originele Caravaggisti elementen. In slechts één werk, Maria met het Jezuskind en de rozenkrans van 1634 in de kerk van Nazareth nam hij een van de motieven van Caravaggio over: De Madonna met de slang, Rome, Galleria Borghese.
Over het algemeen blijken de lineaire composities en heldere belichting klassiek te zijn, dichter bij het werk van Augostino, Annibale en Lodovico Carracci en hun volgers; deze heeft hij ongetwijfeld ontmoet toen hij in Rome verbleef.
Van den Heuvel leende ook motieven en composities van schilders zoals Rubens en Gaspar de Crayer.
Zijn later werk van tussen 1640 en 1650 is minder gekleurd en lijkt dus minder expressief.

## Werken
- 1632 Jezus aan het kruis in de Sint-Bavokerk te Zingem[3]
- 1634 Maria met het Jezuskind en de rozenkrans in de kerk van Nazareth. In 1860 brandt na een blikseminslag bijna alles van deze kerk op, behalve dit doek dat uit de brand gered werd.[4]
- 1637 Graflegging in de Sint-Antoniuskerk te Borsbeke[5]
- 1638 Bewening van Christus in de Sint-Andreas en Gislenuskerk te Belsele[6]
- 1644 Onze-Lieve-Vrouwtenhemelopneming in de Sint-Martinuskerk van Sint-Martens-Latem[7]
- 1651 Bewening van Christus[8] in de Sint-Niklaaskerk van Gent
- 1652 De aanbidding der wijzen in de Heilig Kruiskerk te Heusden[9]
- 1664 Jezus van zijn kleren beroofd in de Heilig Kruiskerk te Heusden
- Sint-Norbertus ontvangt het ordeshabijt van Onze-Lieve-Vrouw en Visioen van Sint-Blasius in de Sint-Gerolfkerk te Drongen[10]
- Kruisafneming in de Sint-Dionysiuskerk te Sint-Denijs-Boekel[11]
- De besnijdenis in de Sint Salvatorkerk te Gent

- Bibliothèque nationale de France: cb14966571v (data)
- Biografisch Portaal: 00074423
- International Standard Name Identifier: 0000 0003 9905 3219
- RKD-Nederlands Instituut voor Kunstgeschiedenis: 38152
- Union List of Artist Names: 500042165
- Virtual International Authority File: 226744607